# Roberto di Courtenay
Roberto di Courtenay (1200 circa – Peloponneso, gennaio 1228) è stato imperatore latino di Costantinopoli dal 1219 al 1228.

## Biografia

Stemma dell'impero latino.

Roberto era il secondo figlio dell'imperatore Pietro II di Courtenay, discendente del re di Francia Luigi VI; mentre sua madre Iolanda di Fiandra era una sorella Baldovino e di Enrico di Fiandra, primo e secondo degli imperatori dell'impero latino.
Quando si seppe in Francia che Pietro II di Courtenay era morto, suo figlio maggiore, Filippo, marchese di Namur, rinunciò alla successione dell'impero latino di Costantinopoli in favore del fratello Roberto, che prese possesso della sua eredità, che allora era governata da Conone di Béthune come reggente. Incoronato imperatore il 25 marzo 1221, Roberto, circondato da nemici, chiese aiuto al papa Onorio III e al re di Francia Filippo II, ma nel frattempo le sue terre cadevano nelle mani del rivale Despotato d'Epiro e dell'impero di Nicea. Presto Roberto fu costretto a fare la pace con il suo nemico principale, Giovanni III Vatatze, imperatore di Nicea, che fu confermato in tutte le sue conquiste.
Roberto promise di sposare Eudossia, figlia del defunto imperatore di Nicea, Teodoro I Lascaris e Anna Angelina: era stato fidanzato con Eudossia in una precedente occasione, ma le circostanze che portarono al fallimento dei negoziati non sono chiare (Giorgio Acropolite afferma che l'accordo era stato bloccato per motivi religiosi dal Patriarca ortodosso Manuel Sarentos). La sorella di Roberto, Maria di Courtenay, era sposata con l'imperatore Teodoro Lascaris, di conseguenza, Roberto, già cognato del basileus, non poteva anche esserne il genero. 
Indipendentemente da ciò, Roberto, appena ripudiò questo impegno, sposò la signora di Neuville, già fidanzata di un gentiluomo borgognone.
Roberto morì, senza lasciare figli, nel Peloponneso nel gennaio del 1228 di ritorno da un viaggio a Roma.

## Ascendenza
|                         |                         |                          | Genitori                 |  |  | Nonni |  |  | Bisnonni            |  |  | Trisnonni            |  |
|                         |                         |                          |                          |  |  |       |  |  | Luigi VI di Francia |  |  | Filippo I di Francia |  |
|                         |                         |                          |                          |  |  |       |  |  | Luigi VI di Francia |  |  | Filippo I di Francia |  |
|                         |                         | Berta d'Olanda           |                          |  |  |       |  |  | Luigi VI di Francia |  |  |                      |  |
| Pietro I di Courtenay   |                         |                          |                          |  |  |       |  |  | Luigi VI di Francia |  |  |                      |  |
|                         |                         | Adelaide di Savoia       | Umberto II di Savoia     |  |  |       |  |  |                     |  |  |                      |  |
|                         |                         | Adelaide di Savoia       | Umberto II di Savoia     |  |  |       |  |  |                     |  |  |                      |  |
|                         |                         | Adelaide di Savoia       | Giselda di Borgogna      |  |  |       |  |  |                     |  |  |                      |  |
| Pietro II di Courtenay  |                         | Adelaide di Savoia       |                          |  |  |       |  |  |                     |  |  |                      |  |
|                         |                         | Rinaldo di Courtenay     | Miles di Courtenay       |  |  |       |  |  |                     |  |  |                      |  |
|                         |                         | Rinaldo di Courtenay     | Miles di Courtenay       |  |  |       |  |  |                     |  |  |                      |  |
|                         |                         | Rinaldo di Courtenay     | Ermengarda di Nevers     |  |  |       |  |  |                     |  |  |                      |  |
| Elisabetta di Courtenay |                         | Rinaldo di Courtenay     |                          |  |  |       |  |  |                     |  |  |                      |  |
|                         |                         | Helvise di Donjon        | Ferry di Donjon          |  |  |       |  |  |                     |  |  |                      |  |
|                         |                         | Helvise di Donjon        | Ferry di Donjon          |  |  |       |  |  |                     |  |  |                      |  |
|                         |                         | Helvise di Donjon        | …                        |  |  |       |  |  |                     |  |  |                      |  |
| Roberto di Courtenay    |                         | Helvise di Donjon        |                          |  |  |       |  |  |                     |  |  |                      |  |
|                         | Baldovino IV di Hainaut | Baldovino III di Hainaut |                          |  |  |       |  |  |                     |  |  |                      |  |
|                         | Baldovino IV di Hainaut | Baldovino III di Hainaut |                          |  |  |       |  |  |                     |  |  |                      |  |
|                         | Baldovino IV di Hainaut | Iolanda di Gheldria      |                          |  |  |       |  |  |                     |  |  |                      |  |
| Baldovino V di Hainaut  | Baldovino IV di Hainaut |                          |                          |  |  |       |  |  |                     |  |  |                      |  |
|                         |                         | Alice di Namur           | Goffredo I di Namur      |  |  |       |  |  |                     |  |  |                      |  |
|                         |                         | Alice di Namur           | Goffredo I di Namur      |  |  |       |  |  |                     |  |  |                      |  |
|                         |                         | Alice di Namur           | Ermesinda di Lussemburgo |  |  |       |  |  |                     |  |  |                      |  |
| Iolanda di Fiandra      |                         | Alice di Namur           |                          |  |  |       |  |  |                     |  |  |                      |  |
|                         |                         | Teodorico di Alsazia     | Teodorico II di Lorena   |  |  |       |  |  |                     |  |  |                      |  |
|                         |                         | Teodorico di Alsazia     | Teodorico II di Lorena   |  |  |       |  |  |                     |  |  |                      |  |
|                         |                         | Teodorico di Alsazia     | Gertrude delle Fiandre   |  |  |       |  |  |                     |  |  |                      |  |
| Margherita I di Fiandra |                         | Teodorico di Alsazia     |                          |  |  |       |  |  |                     |  |  |                      |  |
|                         |                         | Sibilla d'Angiò          | Folco V d'Angiò          |  |  |       |  |  |                     |  |  |                      |  |
|                         |                         | Sibilla d'Angiò          | Folco V d'Angiò          |  |  |       |  |  |                     |  |  |                      |  |
|                         |                         | Sibilla d'Angiò          | Eremburga del Maine      |  |  |       |  |  |                     |  |  |                      |  |
|                         |                         | Sibilla d'Angiò          |                          |  |  |       |  |  |                     |  |  |                      |  |